# Colomesus asellus
Colomesus asellus är en fiskart som först beskrevs av Müller och Franz Hermann Troschel 1849.  Colomesus asellus ingår i släktet Colomesus och familjen blåsfiskar. Inga underarter finns listade i Catalogue of Life.